# ATP Finals 2024
Pour un article plus général, voir Masters de tennis masculin.
Les ATP Finals 2024 (officiellement les Nitto ATP Finals 2024), également appelés Masters 2024 dans le langage courant, sont la 55e édition du Masters de tennis masculin, qui réunit les huit meilleurs joueurs disponibles de la saison 2024 de l'ATP en simple. Les huit meilleures équipes de double sont également réunies pour la 50e fois.
La compétition se déroule au Pala Alpitour de Turin, du 10 au 17 novembre 2024.

## Primes et points
| Tour                             | Prime       | Points |
| -------------------------------- | ----------- | ------ |
| Cumul pour le vainqueur invaincu | 4 881 100 $ | 1 500  |
| Pour la victoire en finale       | 2 237 200 $ | + 500  |
| Pour la victoire en demi-finale  | 1 123 400 $ | + 400  |
| Pour chaque match de poule gagné | 396 500 $   | + 200  |
| Pour chaque participant*         | 331 000 $   | –      |
| Pour chaque remplaçant           | 155 000 $   | –      |

* Pour 3 matchs joués (165 500 $ pour un match, 248 250 $ pour 2 matchs)
| Tour                             | Prime     | Points |
| -------------------------------- | --------- | ------ |
| Cumul pour l'équipe invaincue    | 959 300 $ | 1 500  |
| Pour la victoire en finale       | 356 800 $ | + 500  |
| Pour la victoire en demi-finale  | 178 500 $ | + 400  |
| Pour chaque match de poule gagné | 96 600 $  | + 200  |
| Pour chaque équipe participante* | 134 200 $ | –      |
| Pour chaque équipe remplaçante   | 51 700 $  | –      |

* Pour 3 matchs joués (67 100 $ pour un match, 100 650 $ pour 2 matchs)

## Faits marquants

### Forfait
Novak Djokovic, tenant du titre et vainqueur à 7 reprises du tournoi, déclare forfait en raison d'une blessure. En conséquence, c'est la première fois depuis 2001 qu'aucun membre du "Big Three" n'est présent.

### Pendant le tournoi
Wesley Koolhof, vainqueur de l'édition 2020, prend sa retraite à l'issue du tournoi. Il est éliminé en poules avec son partenaire Nikola Mektić.
Taylor Fritz bat Alexander Zverev pour la quatrième fois sur quatre de la saison, après ses victoires à Wimbledon, à l'US Open et lors de la Laver Cup.

### Lauréats
Le numéro 1 mondial Jannik Sinner remporte le tournoi en simple en battant en finale Taylor Fritz. Il ne perd aucun set durant le tournoi, devenant le premier à réaliser cette performance depuis 1986. Il remporte son 18e titre ATP en simple, le 8e lors de la saison 2024, et devient le premier Italien à remporter le Masters.
En double, les Allemands Kevin Krawietz et Tim Pütz décrochent leur 3e titre ensemble en s'imposant en finale face à Marcelo Arévalo et Mate Pavić. Il s'agit respectivement de leur 11e et 10e titre ATP en double. Alors qu'aucun Allemand n'avait jamais joué une finale de double aux Masters, le duo germanique devient également les premiers à le remporter.

## Résultats en simple

### Participants
| Ordre de qualification | Classement ATP Race | Date de qualification | Meilleure performance | Joueur           | Résultat    |
| ---------------------- | ------------------- | --------------------- | --------------------- | ---------------- | ----------- |
| 1                      | 1                   | 10 août 2024          | F (1)                 | Jannik Sinner    | V (5V, 0D)  |
| 2                      | 2                   | 1er septembre 2024    | V (2)                 | Alexander Zverev | DF (3V, 1D) |
| 3                      | 3                   | 24 septembre 2024     | DF (1)                | Carlos Alcaraz   | RR (1V, 2D) |
| 4                      | 4                   | 22 octobre 2024       | V (1)                 | Daniil Medvedev  | RR (1V, 2D) |
| 5                      | 5                   | 29 octobre 2024       | DF (1)                | Taylor Fritz     | F (3V, 2D)  |
| 6                      | 7                   | 5 novembre 2024       | F (1)                 | Casper Ruud      | DF (2V, 2D) |
| 7                      | 9                   | 5 novembre 2024       | -                     | Alex de Minaur   | RR (0V, 3D) |
| 8                      | 8                   | 5 novembre 2024       | DF (1)                | Andrey Rublev    | RR (0V, 3D) |

### Remplaçants
| Classement ATP Race | Joueur             | Résultat |
| ------------------- | ------------------ | -------- |
| 10                  | Grigor Dimitrov    | -        |
| 11                  | Stéfanos Tsitsipás | -        |

### Confrontations avant le Masters
| Joueur           | JS    | AZ     | CA    | DM     | TF    | CR    | ADM   | AR    | Total V-D | % victoires |
| ---------------- | ----- | ------ | ----- | ------ | ----- | ----- | ----- | ----- | --------- | ----------- |
| Jannik Sinner    |       | 2 - 4  | 4 - 6 | 7 - 7  | 2 - 1 | 2 - 0 | 7 - 0 | 6 - 3 | 30 - 21   | 58,8 %      |
| Alexander Zverev | 4 - 2 |        | 5 - 5 | 7 - 12 | 5 - 6 | 3 - 2 | 8 - 2 | 6 - 3 | 38 - 32   | 54,3 %      |
| Carlos Alcaraz   | 6 - 4 | 5 - 5  |       | 6 - 2  | 2 - 0 | 4 - 0 | 2 - 0 | 1 - 1 | 26 - 12   | 68,4 %      |
| Daniil Medvedev  | 7 - 7 | 12 - 7 | 2 - 6 |        | 1 - 0 | 3 - 0 | 6 - 3 | 7 - 2 | 38 - 25   | 60,3 %      |
| Taylor Fritz     | 1 - 2 | 6 - 5  | 0 - 2 | 0 - 1  |       | 1 - 2 | 3 - 5 | 5 - 4 | 16 - 21   | 43,2 %      |
| Casper Ruud      | 0 - 2 | 2 - 3  | 0 - 4 | 0 - 3  | 2 - 1 |       | 0 - 2 | 2 - 5 | 6 - 20    | 30 %        |
| Alex de Minaur   | 0 - 7 | 2 - 8  | 0 - 2 | 3 - 6  | 5 - 3 | 2 - 0 |       | 4 - 3 | 16 - 29   | 35,6 %      |
| Andrey Rublev    | 3 - 6 | 3 - 6  | 1 - 1 | 2 - 7  | 4 - 5 | 5 - 2 | 3 - 4 |       | 21 - 31   | 40,4 %      |

Source :(en) « Head2Head », sur atptour.com

### Phase de poules

#### Groupe Ilie Năstase
- Jannik Sinner (no 1)
- Daniil Medvedev (no 4)
- Taylor Fritz (no 5)
- Alex de Minaur (no 9)

##### Résultats
| Date                  | Vainqueur       | Vaincu          | Score         | Durée      |
| --------------------- | --------------- | --------------- | ------------- | ---------- |
| 10 nov. à 14 h CET    | Taylor Fritz    | Daniil Medvedev | 6-4, 6-3      | 1 h 20 min |
| 10 nov. à 20 h 30 CET | Jannik Sinner   | Alex de Minaur  | 6-3, 6-4      | 1 h 25 min |
| 12 nov. à 14 h CET    | Daniil Medvedev | Alex de Minaur  | 6-2, 6-4      | 1 h 18 min |
| 12 nov. à 20 h 30 CET | Jannik Sinner   | Taylor Fritz    | 6-4, 6-4      | 1 h 40 min |
| 14 nov. à 14 h CET    | Taylor Fritz    | Alex de Minaur  | 5-7, 6-4, 6-3 | 2 h 8 min  |
| 14 nov. à 20 h 30 CET | Jannik Sinner   | Daniil Medvedev | 6-3, 6-4      | 1 h 13 min |

##### Classement
| Rang poule | Classement ATP Race | Joueur          | Match(s) G-P | Set(s) G-P | Jeux G-P |
| ---------- | ------------------- | --------------- | ------------ | ---------- | -------- |
| 1          | 1                   | Jannik Sinner   | 3-0          | 6-0        | 36-22    |
| 2          | 5                   | Taylor Fritz    | 2-1          | 4-3        | 37-33    |
| 3          | 4                   | Daniil Medvedev | 1-2          | 2-4        | 26-30    |
| 4          | 9                   | Alex de Minaur  | 0-3          | 1-6        | 27-41    |

#### Groupe John Newcombe
- Alexander Zverev (no 2)
- Carlos Alcaraz (no 3)
- Casper Ruud (no 7)
- Andrey Rublev (no 8)

##### Résultats
| Date                  | Vainqueur        | Vaincu         | Score         | Durée      |
| --------------------- | ---------------- | -------------- | ------------- | ---------- |
| 11 nov. à 14 h CET    | Casper Ruud      | Carlos Alcaraz | 6-1, 7-5      | 1 h 25 min |
| 11 nov. à 20 h 30 CET | Alexander Zverev | Andrey Rublev  | 6-4, 6-4      | 1 h 12 min |
| 13 nov. à 14 h CET    | Carlos Alcaraz   | Andrey Rublev  | 6-3, 7-68     | 1 h 36 min |
| 13 nov. à 20 h 30 CET | Alexander Zverev | Casper Ruud    | 7-63, 6-3     | 1 h 26 min |
| 15 nov. à 14 h CET    | Alexander Zverev | Carlos Alcaraz | 7-65, 6-4     | 1 h 57 min |
| 15 nov. à 20 h 30 CET | Casper Ruud      | Andrey Rublev  | 6-4, 5-7, 6-2 | 1 h 44 min |

##### Classement
| Rang poule | Classement ATP Race | Joueur           | Match(s) G-P | Set(s) G-P | Jeux G-P |
| ---------- | ------------------- | ---------------- | ------------ | ---------- | -------- |
| 1          | 2                   | Alexander Zverev | 3-0          | 6-0        | 38-27    |
| 2          | 7                   | Casper Ruud      | 2-1          | 4-3        | 39-32    |
| 3          | 3                   | Carlos Alcaraz   | 1-2          | 2-4        | 29-35    |
| 4          | 8                   | Andrey Rublev    | 0-3          | 1-6        | 30-42    |

### Phase finale
|  |                  |                  |            |            |                  |                  |            |              |            |        |        |        |
|  | 1/2 finale       | 1/2 finale       | 1/2 finale | 1/2 finale | 1/2 finale       |                  |            | Finale       | Finale     | Finale | Finale | Finale |
|  | 16 novembre 2024 | 16 novembre 2024 | 1 h 9 min  | 1 h 9 min  | 1 h 9 min        |                  |            |              |            |        |        |        |
|  | 16 novembre 2024 | 16 novembre 2024 | 1 h 9 min  | 1 h 9 min  | 1 h 9 min        |                  |            |              |            |        |        |        |
|  | Jannik Sinner    | (1)              | 6          | 6          |                  |                  |            |              |            |        |        |        |
|  | Jannik Sinner    | (1)              | 6          | 6          | 17 novembre 2024 | 17 novembre 2024 | 1 h 25 min | 1 h 25 min   | 1 h 25 min |        |        |        |
|  | Casper Ruud      | (7)              | 1          | 2          | 17 novembre 2024 | 17 novembre 2024 | 1 h 25 min | 1 h 25 min   | 1 h 25 min |        |        |        |
|  | Casper Ruud      | (7)              | 1          | 2          | Jannik Sinner    | (1)              | 6          | 6            |            |        |        |        |
|  | 16 novembre 2024 | 16 novembre 2024 | 2 h 21 min | 2 h 21 min | 2 h 21 min       | (1)              | 6          | 6            |            |        |        |        |
|  | 16 novembre 2024 | 16 novembre 2024 | 2 h 21 min | 2 h 21 min | 2 h 21 min       |                  |            | Taylor Fritz | (5)        | 4      | 4      |        |
|  | Alexander Zverev | (2)              | 3          | 6          | 63               |                  |            | Taylor Fritz | (5)        | 4      | 4      |        |
|  | Alexander Zverev | (2)              | 3          | 6          | 63               |                  |            |              |            |        |        |        |
|  | Taylor Fritz     | (5)              | 6          | 3          | 7                |                  |            |              |            |        |        |        |
|  | Taylor Fritz     | (5)              | 6          | 3          | 7                |                  |            |              |            |        |        |        |

### Classement final
| Résultat       | Classement ATP Race | Joueur           | Match(s) G-P | Set(s) G-P | Jeux G-P | Points gagnés | Nouveau rang |
| -------------- | ------------------- | ---------------- | ------------ | ---------- | -------- | ------------- | ------------ |
| Vainqueur      | 1                   | Jannik Sinner    | 5-0          | 10-0       | 60-33    | 1500          | 1            |
| Finaliste      | 5                   | Taylor Fritz     | 3-2          | 6-6        | 61-60    | 800           | 4            |
| Demi-finaliste | 2                   | Alexander Zverev | 3-1          | 7-2        | 53-43    | 600           | 2            |
| Demi-finaliste | 7                   | Casper Ruud      | 2-2          | 4-5        | 42-44    | 400           | 6            |
| Poules         | 4                   | Daniil Medvedev  | 1-2          | 2-4        | 26-30    | 200           | 5            |
| Poules         | 3                   | Carlos Alcaraz   | 1-2          | 2-4        | 29-35    | 200           | 3            |
| Poules         | 8                   | Andrey Rublev    | 0-3          | 1-6        | 30-42    | 0             | 8            |
| Poules         | 9                   | Alex de Minaur   | 0-3          | 1-6        | 27-41    | 0             | 9            |

## Résultats en double

### Participants
| Ordre de qualification | Classement ATP Race | Date de qualification | Meilleure performance | Équipe                             | Résultat    |
| ---------------------- | ------------------- | --------------------- | --------------------- | ---------------------------------- | ----------- |
| 1                      | 1                   | 28 août 2024          | RR (1) F (1)          | Marcelo Arévalo Mate Pavić         | F (3V, 2D)  |
| 2                      | 2                   | 29 août 2024          | V (1) F (1)           | Marcel Granollers Horacio Zeballos | RR (0V, 3D) |
| 3                      | 4                   | 9 octobre 2024        | RR (1) -              | Simone Bolelli Andrea Vavassori    | RR (1V, 2D) |
| 4                      | 5                   | 26 octobre 2024       | -                     | Max Purcell Jordan Thompson        | DF (2V, 2D) |
| 5                      | 3                   | 28 octobre 2024       | V (1)                 | Wesley Koolhof Nikola Mektić       | RR (1V, 2D) |
| 6                      | 6                   | 28 octobre 2024       | F (2) DF (1)          | Rohan Bopanna Matthew Ebden        | RR (1V, 2D) |
| 7                      | 8                   | 28 octobre 2024       | RR (3) -              | Kevin Krawietz Tim Pütz            | V (4V, 1D)  |
| 8                      | 7                   | 28 octobre 2024       | DF (1) -              | Harri Heliövaara Henry Patten      | DF (3V, 1D) |

### Remplaçants
| Classement ATP Race | Équipe                            | Résultat |
| ------------------- | --------------------------------- | -------- |
| 9                   | Nathaniel Lammons Jackson Withrow | -        |
| 10                  | Máximo González Andrés Molteni    | -        |

### Confrontations avant le Masters
| Équipe                             | MA/MPa | MG/HZ | WK/NM | SB/AV | MPu/JT | RB/ME | HH/HP | KK/TP | Total V-D | % victoires |
| ---------------------------------- | ------ | ----- | ----- | ----- | ------ | ----- | ----- | ----- | --------- | ----------- |
| Marcelo Arévalo Mate Pavić         |        | 1 - 3 | 1 - 0 | 3 - 0 | 0 - 0  | 1 - 0 | 1 - 1 | 2 - 3 | 9 - 7     | 56,3 %      |
| Marcel Granollers Horacio Zeballos | 3 - 1  |       | 0 - 3 | 2 - 2 | 0 - 2  | 3 - 2 | 1 - 0 | 2 - 0 | 11 - 10   | 52,4 %      |
| Wesley Koolhof Nikola Mektić       | 0 - 1  | 3 - 0 |       | 0 - 2 | 0 - 1  | 1 - 1 | 1 - 1 | 1 - 0 | 6 - 6     | 50,0 %      |
| Simone Bolelli Andrea Vavassori    | 0 - 3  | 2 - 2 | 2 - 0 |       | 2 - 0  | 2 - 2 | 1 - 1 | 2 - 1 | 11 - 9    | 55,0 %      |
| Max Purcell Jordan Thompson        | 0 - 0  | 2 - 0 | 1 - 0 | 0 - 2 |        | 0 - 0 | 1 - 1 | 1 - 0 | 5 - 3     | 62,5 %      |
| Rohan Bopanna Matthew Ebden        | 0 - 1  | 2 - 3 | 1 - 1 | 2 - 2 | 0 - 0  |       | 0 - 0 | 1 - 2 | 6 - 9     | 40,0 %      |
| Harri Heliövaara Henry Patten      | 1 - 1  | 0 - 1 | 1 - 1 | 1 - 1 | 1 - 1  | 0 - 0 |       | 0 - 0 | 4 - 5     | 44,4 %      |
| Kevin Krawietz Tim Pütz            | 3 - 2  | 0 - 2 | 0 - 1 | 1 - 2 | 0 - 1  | 2 - 1 | 0 - 0 |       | 6 - 9     | 40,0 %      |

### Phase de poules

#### Groupe Bob Bryan
- Marcelo Arévalo
 Mate Pavić (no 1)
- Simone Bolelli
 Andrea Vavassori (no 4)
- Rohan Bopanna
 Matthew Ebden (no 6)
- Kevin Krawietz
 Tim Pütz (no 8)

##### Résultats
| Date                  | Vainqueurs                      | Vaincus                         | Score             | Durée      |
| --------------------- | ------------------------------- | ------------------------------- | ----------------- | ---------- |
| 11 nov. à 12 h CET    | Kevin Krawietz Tim Pütz         | Marcelo Arévalo Mate Pavić      | 6-3, 6-4          | 1 h 3 min  |
| 11 nov. à 18 h 30 CET | Simone Bolelli Andrea Vavassori | Rohan Bopanna Matthew Ebden     | 6-2, 6-3          | 0 h 56 min |
| 13 nov. à 12 h CET    | Marcelo Arévalo Mate Pavić      | Rohan Bopanna Matthew Ebden     | 7-5, 6-3          | 1 h 8 min  |
| 13 nov. à 18 h 30 CET | Kevin Krawietz Tim Pütz         | Simone Bolelli Andrea Vavassori | 7-5, 6-4          | 1 h 28 min |
| 15 nov. à 12 h CET    | Rohan Bopanna Matthew Ebden     | Kevin Krawietz Tim Pütz         | 7-5, 66-7, [10-7] | 1 h 41 min |
| 15 nov. à 18 h 30 CET | Marcelo Arévalo Mate Pavić      | Simone Bolelli Andrea Vavassori | 6-3, 3-6, [10-3]  | 1 h 17 min |

##### Classement
| Rang poule | Classement ATP Race | Joueurs                         | Match(s) G-P | Set(s) G-P | Jeux G-P |
| ---------- | ------------------- | ------------------------------- | ------------ | ---------- | -------- |
| 1          | 8                   | Kevin Krawietz Tim Pütz         | 2-1          | 5-2        | 37-30    |
| 2          | 1                   | Marcelo Arévalo Mate Pavić      | 2-1          | 4-3        | 30-29    |
| 3          | 4                   | Simone Bolelli Andrea Vavassori | 1-2          | 3-4        | 30-28    |
| 4          | 6                   | Rohan Bopanna Matthew Ebden     | 1-2          | 2-5        | 27-37    |

#### Groupe Mike Bryan
- Marcel Granollers
 Horacio Zeballos (no 2)
- Wesley Koolhof
 Nikola Mektić (no 3)
- Max Purcell
 Jordan Thompson (no 5)
- Harri Heliövaara
 Henry Patten (no 7)

##### Résultats
| Date                  | Vainqueurs                    | Vaincus                            | Score             | Durée      |
| --------------------- | ----------------------------- | ---------------------------------- | ----------------- | ---------- |
| 10 nov. à 12 h CET    | Max Purcell Jordan Thompson   | Wesley Koolhof Nikola Mektić       | 7-61, 6-3         | 1 h 23 min |
| 10 nov. à 18 h 30 CET | Harri Heliövaara Henry Patten | Marcel Granollers Horacio Zeballos | 7-62, 6-4         | 1 h 28 min |
| 12 nov. à 12 h CET    | Harri Heliövaara Henry Patten | Max Purcell Jordan Thompson        | 7-63, 7-5         | 1 h 35 min |
| 12 nov. à 18 h 30 CET | Wesley Koolhof Nikola Mektić  | Marcel Granollers Horacio Zeballos | 4-6, 7-66, [10-8] | 1 h 52 min |
| 14 nov. à 12 h CET    | Harri Heliövaara Henry Patten | Wesley Koolhof Nikola Mektić       | 4-6, 6-3, [12-10] | 1 h 31 min |
| 14 nov. à 18 h 30 CET | Max Purcell Jordan Thompson   | Marcel Granollers Horacio Zeballos | 7-614, 6-3        | 1 h 36 min |

##### Classement
| Rang poule | Classement ATP Race | Joueurs                            | Match(s) G-P | Set(s) G-P | Jeux G-P |
| ---------- | ------------------- | ---------------------------------- | ------------ | ---------- | -------- |
| 1          | 7                   | Harri Heliövaara Henry Patten      | 3-0          | 6-1        | 38-30    |
| 2          | 5                   | Max Purcell Jordan Thompson        | 2-1          | 4-2        | 37-32    |
| 3          | 3                   | Wesley Koolhof Nikola Mektić       | 1-2          | 3-5        | 30-36    |
| 4          | 2                   | Marcel Granollers Horacio Zeballos | 0-3          | 1-6        | 31-38    |

### Phase finale
|  |                               |                  |            |            |            |                         |                  |                            |            |            |        |        |
|  | 1/2 finale                    | 1/2 finale       | 1/2 finale | 1/2 finale | 1/2 finale |                         |                  | Finale                     | Finale     | Finale     | Finale | Finale |
|  | 16 novembre 2024              | 16 novembre 2024 | 1 h 19 min | 1 h 19 min | 1 h 19 min |                         |                  |                            |            |            |        |        |
|  | 16 novembre 2024              | 16 novembre 2024 | 1 h 19 min | 1 h 19 min | 1 h 19 min |                         |                  |                            |            |            |        |        |
|  | Kevin Krawietz Tim Pütz       | (8)              | 2          | 6          | 11         |                         |                  |                            |            |            |        |        |
|  | Kevin Krawietz Tim Pütz       | (8)              | 2          | 6          | 11         | 17 novembre 2024        | 17 novembre 2024 | 1 h 38 min                 | 1 h 38 min | 1 h 38 min |        |        |
|  | Max Purcell Jordan Thompson   | (5)              | 6          | 3          | 9          | 17 novembre 2024        | 17 novembre 2024 | 1 h 38 min                 | 1 h 38 min | 1 h 38 min |        |        |
|  | Max Purcell Jordan Thompson   | (5)              | 6          | 3          | 9          | Kevin Krawietz Tim Pütz | (8)              | 7                          | 7          |            |        |        |
|  | 16 novembre 2024              | 16 novembre 2024 | 1 h 37 min | 1 h 37 min | 1 h 37 min | Kevin Krawietz Tim Pütz | (8)              | 7                          | 7          |            |        |        |
|  | 16 novembre 2024              | 16 novembre 2024 | 1 h 37 min | 1 h 37 min | 1 h 37 min |                         |                  | Marcelo Arévalo Mate Pavić | (1)        | 65         | 6      |        |
|  | Harri Heliövaara Henry Patten | (7)              | 61         | 64         |            |                         |                  | Marcelo Arévalo Mate Pavić | (1)        | 65         | 6      |        |
|  | Harri Heliövaara Henry Patten | (7)              | 61         | 64         |            |                         |                  |                            |            |            |        |        |
|  | Marcelo Arévalo Mate Pavić    | (1)              | 7          | 7          |            |                         |                  |                            |            |            |        |        |
|  | Marcelo Arévalo Mate Pavić    | (1)              | 7          | 7          |            |                         |                  |                            |            |            |        |        |

### Classement final
| Résultat        | Classement ATP Race | Équipe                             | Match(s) G-P | Set(s) G-P | Jeux G-P | Points gagnés | Nouveau rang |
| --------------- | ------------------- | ---------------------------------- | ------------ | ---------- | -------- | ------------- | ------------ |
| Vainqueurs      | 8                   | Kevin Krawietz Tim Pütz            | 4-1          | 9-3        | 60-51    | 1300          | 4            |
| Finalistes      | 1                   | Marcelo Arévalo Mate Pavić         | 3-2          | 6-5        | 56-55    | 800           | 1            |
| Demi-finalistes | 7                   | Harri Heliövaara Henry Patten      | 3-1          | 6-3        | 50-44    | 600           | 7            |
| Demi-finalistes | 5                   | Max Purcell Jordan Thompson        | 2-2          | 5-4        | 46-41    | 400           | 6            |
| Poules          | 4                   | Simone Bolelli Andrea Vavassori    | 1-2          | 3-4        | 30-28    | 200           | 5            |
| Poules          | 3                   | Wesley Koolhof Nikola Mektić       | 1-2          | 3-5        | 30-36    | 200           | 3            |
| Poules          | 6                   | Rohan Bopanna Matthew Ebden        | 1-2          | 2-5        | 27-37    | 200           | 8            |
| Poules          | 2                   | Marcel Granollers Horacio Zeballos | 0-3          | 1-6        | 31-38    | 0             | 2            |